# Rue Masui
Pour les articles homonymes, voir Masui.
La rue Masui (en néerlandais : Masuistraat) est une rue bruxelloise située sur la commune de la Ville de Bruxelles et sur la commune de Schaerbeek qui va de l'allée Verte à la rue des Palais en passant par la rue du Travail, la chaussée d'Anvers, la rue Destouvelles et l'avenue de la Reine. Une section longeant le chemin de fer en direction du quai des Usines prolonge la rue Masui sous le nom de rue Masui Prolongée.

## Histoire et description
La rue porte le nom d'un ingénieur belge, directeur de l'Administration des chemins de fer de l'État belge, Jean-Baptiste Masui, né à Bruxelles le 17 janvier 1798 et décédé à Bruxelles le 11 décembre 1860.
La numérotation des habitations va de 1 à 235 pour le côté impair et de 2 à 220 pour le côté pair.

## Adresses notables
à Bruxelles-ville :

- no 73 : école primaire de l'Allée Verte
- no 87 : Belga Décor

à Schaerbeek :

- no 135 : Résidence Masui (maison de repos)
- no 194 : grossiste en boissons Vizyon
- no 190 : implantation de l'Athénée Alfred Verwée